# Albert Falke
Franz Albert Paul Falke (* 5. Januar 1922 in Schmallenberg; † 3. März 2010 ebenda) war ein deutscher Unternehmer und Politiker (CDU).

## Leben
Albert Falke verließ die Schule mit der mittleren Reife und absolvierte eine kaufmännische wie technische Ausbildung in der familieneigenen Strumpfwarenfabrik Falke. 1940 legte er die Kaufmannsgehilfen-Prüfung ab. Nach dem Studium an der Textilingenieurschule in Chemnitz wurde er für das Familienunternehmen Falke tätig.
Er war verheiratet mit Doris Falke; aus der Ehe stammen vier Kinder.

## Partei
Falke beantragte am 31. Januar 1940 die Aufnahme in die NSDAP und wurde zum 1. September desselben Jahres aufgenommen (Mitgliedsnummer 7.721.444), 1948 trat er in die CDU ein. Zwischen 1955 und 1971 war er Mitglied im Vorstand der CDU im Kreis Meschede und von 1958 bis 1971 dessen Schatzmeister. Mitglied im Vorstand des Landesverbandes Westfalen-Lippe war er von 1960 bis 1966, danach geschäftsführendes Vorstandsmitglied des Wirtschaftsrates der CDU.

## Politik
Auf kommunalpolitischer Ebene gehörte Falke von 1952 bis 1960 der Amtsvertretung Schmallenberg und dem Kreistag Meschede von 1956 bis 1975 an.
Dem Landtag von Nordrhein-Westfalen gehörte Falke von der 5. bis 8. Wahlperiode von 21. Juli 1962 bis 28. Mai 1980 als direkt gewählter Abgeordneter für den Wahlkreis 130 rsp. 131 Meschede-Wittgenstein  des Kreises Siegen-Wittgenstein an.

## Engagements
Der gläubige Katholik war seit 1953 Mitglied des Bundes Katholischer Unternehmer (BKU) und dessen Bundesvorsitzender von 1965 bis 1969. Falke war zudem Initiator der seit 1960 stattfindenden Schmallenberger Frühjahrstagungen des BKU.
1962 wurde er von Kardinal-Großmeister Eugène Kardinal Tisserant zum Ritter des Ritterordens vom Heiligen Grab zu Jerusalem ernannt und am 15. Dezember 1962 im Kölner Dom durch Lorenz Jaeger, Großprior der deutschen Statthalterei, investiert.

## Ehrungen und Auszeichnungen
Falke wurde 1983 mit dem Ehrenring der Stadt Schmallenberg geehrt. Er war Träger des Verdienstkreuzes I. Klasse und des Großen Verdienstkreuzes des Verdienstordens der Bundesrepublik Deutschland und Ehrenvorsitzender der CDU in Schmallenberg.